# Haulashore Island
Haulashore Island ist eine Insel in der Tasman Bay / Te Tai-o-Aorere vor der Stadt Nelson und der Südinsel von Neuseeland.

## Geographie
Haulashore Island befindet sich vor dem Eingang zum Nelson Haven, rund 275 m von dem Ufer des Stadtteils Washington Valley der Stadt Nelson entfernt. Der Abstand zu der 8,65 km langen Landzunge, die den Nelson Haven an seiner Nordwest-Seite umschließt, beträgt rund 360 m. Hier befindet sich auch die Fahrrinne für den Schiffsverkehr zum Port Nelson.
Die Insel selbst besitzt eine Flächenausdehnung von rund 5,7 Hektar, bei einer Länge von rund 480 m in Nordnordwest-Südsüdost-Richtung und einer maximale Breite von rund 200 m in Ost-West-Richtung.